# 羅曼尼夫卡 (波季利斯克區)
47°48′39″N 29°20′39″E / 47.81083°N 29.34417°E
羅曼尼夫卡（烏克蘭語：Романівка）是位於烏克蘭西南部的村莊，由敖德萨州波季利斯克区的庫亞利尼克市鎮負責管轄。該村始建於1913年，面積0.37平方公里，海拔高度146米，2001年人口138，人口密度每平方公里372.97人。